# Liste der Naturdenkmale in Leun
Die Liste der Naturdenkmale in Leun nennt die auf dem Gebiet der Stadt Leun gelegenen Naturdenkmale. Sie sind nach dem Hessischen Gesetz über Naturschutz und Landschaftspflege (Hessisches Naturschutzgesetz – HAGBNatSchG) § 12 geschützt.
| Bild            | Bezeichnung      | Ortsteil, Lage                            | Beschreibung                               | Art                   | Nr. |
| --------------- | ---------------- | ----------------------------------------- | ------------------------------------------ | --------------------- | --- |
| Fotos hochladen | Fünf Eichen Leun | Leun 50° 34′ 8,9″ N, 8° 21′ 8,7″ O        | Einzelbaum. Schutzgrund: Schönheit.        | Eiche                 | 34  |
| Fotos hochladen | Leuner Burg      | Leun 50° 34′ 32,2″ N, 8° 20′ 57,3″ O      | Ehemaliger Steinbruch mit Wasserfläche.    | Ehemaliger Steinbruch | 164 |
| BW              | Eiche Biskirchen | Biskirchen 50° 32′ 24,5″ N, 8° 17′ 2,2″ O | Einzelbaum. Schutzgrund: Alter, Schönheit. | Stiel-Eiche           | 93  |